# Abdelkader Chékhémani
Abdelkader „Kader“ Chékhémani (* 18. Juli 1971 in Barentin) ist ein ehemaliger französischer Leichtathlet, der sich auf den Mittelstreckenlauf spezialisiert hat. Er siegte zweimal über 1500 Meter bei den World University Games und gewann drei Medaillen bei Halleneuropameisterschaften.

## Sportliche Laufbahn und Leben
Erste internationale Erfahrungen sammelte Abdelkader Chékhémani vermutlich im Jahr 1993, als er bei der Sommer-Universiade in Buffalo in 3:46,32 min die Goldmedaille im 1500-Meter-Lauf gewann. Im Jahr darauf gewann er bei den Halleneuropameisterschaften in Paris in 3:44,65 min die Bronzemedaille hinter dem Briten David Strang und Branko Zorko aus Kroatien und im August belegte er bei den Freiluft-Europameisterschaften in Helsinki in 3:38,43 min den achten Platz. Zudem gewann er bei den Spielen der Frankophonie in Bondoufle in 3:43,08 min die Silbermedaille hinter dem Marokkaner Azzedine Sediki. 1995 erreichte er bei den Weltmeisterschaften in Göteborg das Finale und belegte dort in 3:36,90 min den sechsten Platz. Anschließend verteidigte er bei den Studentenweltspielen in Fukuoka in 3:46,53 min seinen Titel. Im Jahr darauf gewann er bei den Halleneuropameisterschaften in Stockholm in 3:45,96 min die Bronzemedaille hinter dem Spanier Mateo Cañellas und Anthony Whiteman aus dem Vereinigten Königreich und im August schied er bei den Olympischen Sommerspielen in Atlanta mit 3:34,84 min im Halbfinale aus. 1997 gelangte er bei den Hallenweltmeisterschaften in Paris mit 3:49,47 min auf den zwölften Platz und im August kam er bei den Freiluft-Weltmeisterschaften in Athen mit 3:41,02 min nicht über die Vorrunde hinaus. Im Jahr darauf gewann er bei den Halleneuropameisterschaften in Valencia in 3:44,89 min die Silbermedaille hinter dem Portugiesen Rui Silva und gelangte dann im Sommer bei den Europameisterschaften in Budapest mit 3:42,92 min auf Rang acht. 1999 schied er bei den Weltmeisterschaften in Sevilla mit 3:37,77 min im Semifinale über 1500 Meter aus und 2004 beendete er seine aktive sportliche Karriere im Alter von 33 Jahren.
1995 wurde Chékhémani französischer Hallenmeister im 1500-Meter-Lauf.

## Persönliche Bestleistungen
- 1500 Meter: 3:33,10 min, 10. August 1996 in Monaco
  - 1500 Meter (Halle): 3:38,57 min, 19. Februar 1998 in Stockholm
- Meile: 3:55,57 min, 29. Juli 1998 in Paris